# Campeonato Mundial de Halterofilia de 2003
El LXXIII Campeonato Mundial de Halterofilia se celebró en Vancouver (Canadá) entre el 11 y el 22 de noviembre de 2003 bajo la organización de la Federación Internacional de Halterofilia (IWF) y la Federación Canadiense de Halterofilia.
Las competiciones se realizaron en el Centro de Convenciones y Exposiciones de Vancouver. Participaron en total 505 halterófilos (297 hombres y 208 mujeres) de 85 federaciones nacionales afiliadas a la IWF.

## Medallistas

### Masculino
| Evento  | Oro                                                | Plata                                              | Bronce                                           |
| ------- | -------------------------------------------------- | -------------------------------------------------- | ------------------------------------------------ |
| 56 kg   | Wu Meijin China 127,5 + 160,0 = 287,5              | Adrian Jigău · Rumania · 125,0 + 155,0 = 280,0     | Sedat Artuç Turquía 125,0 + 152,5 = 277,5        |
| 62 kg   | Halil Mutlu Turquía 147,5 + 175,0 = 322,5          | Shi Zhiyong China 147,5 + 170,0 = 317,5            | Le Maosheng China 135,0 + 170,0 = 305,0          |
| 69 kg   | Zhang Guozheng China 152,5 + 192,5 = 345,0         | Lee Bae-Young Corea del Sur 150,0 + 190,0 = 340,0  | Turan Mirzəyev Azerbaiyán 147,5 + 180,0 = 327,5  |
| 77 kg   | Falahati Mohamad Neyad Irán 155,0 + 202,5 = 357,5  | Reyhan Arabacıoğlu Turquía 160,0 + 195,0 = 355,0   | Li Hongli China 162,5 + 190,0 = 352,5            |
| 85 kg   | Valeriu Calancea · Rumania · 167,5 + 215,0 = 382,5 | Yuan Aijun China 170,0 + 212,5 = 382,5             | Sergo Chakhoyan Australia 172,5 + 205,0 = 377,5  |
| 94 kg   | Milen Dobrev Bulgaria 185,0 + 220,0 = 405,0        | Hakan Yılmaz Turquía 180,0 + 220,0 = 400,0         | Vadim Vacarciuc Moldavia 177,5 + 222,5 = 400,0   |
| 105 kg  | Said Saif Asaad Catar 195,0 + 227,5 = 422,5        | Vladimir Smorchkov · Rusia · 195,0 + 222,5 = 417,5 | Bünyami Sudaş Turquía 185,0 + 230,0 = 415,0      |
| +105 kg | Hosein Rezazadeh Irán 207,5 + 250,0 = 457,5        | Velichko Cholakov Bulgaria 205,0 + 242,5 = 447,5   | Viktors Ščerbatihs Letonia 200,0 + 245,0 = 445,0 |

1. 1 2 3  Arrancada (kg) + dos tiempos (kg) = total olímpico (kg).

### Femenino
| Evento | Oro                                               | Plata                                                | Bronce                                                 |
| ------ | ------------------------------------------------- | ---------------------------------------------------- | ------------------------------------------------------ |
| 48 kg  | Wang Mingjuan China 90,0 + 110,0 = 200,0          | Wiratthaworn Aree Tailandia 82,5 + 107,5 = 190,0     | Nurcan Taylan Turquía 85,0 + 102,5 = 187,5             |
| 53 kg  | Polsak Udomporn Tailandia 100,0 + 122,5 = 222,5   | Ri Song-Hui Corea del Norte 95,0 + 127,5 = 222,5     | Kuntatean Junpim Tailandia 97,5 + 120,0 = 217,5        |
| 58 kg  | Sun Caiyan China 100,0 + 125,0 = 225,0            | Patmawati Abdul Wahid Indonesia 97,5 + 120,0 = 217,5 | Aylin Daşdelen Turquía 92,5 + 117,5 = 210,5            |
| 63 kg  | Nataliya Skakun · Ucrania · 110,0 + 138,0 = 247,5 | Liu Xia China 107,5 + 137,5 = 245,0                  | Hanna Batsiushka · Bielorrusia · 113,5 + 127,5 = 240,0 |
| 69 kg  | Liu Chunhong China 120,0 + 150,0 = 270,0          | Eszter Krutzler · Hungría · 117,5 + 145,0 = 262,5    | Valentina Popova · Rusia · 117,5 + 140,0 = 257,5       |
| 75 kg  | Nahla Ramadan · Egipto · 117,5 + 145,0 = 262,5    | Slaveika Ruzhinska Bulgaria 112,5 + 140,0 = 252,5    | Şule Şahbaz Turquía 115,0 + 127,5 = 242,5              |
| +75 kg | Ding Meiyuan China 137,5 + 162,5 = 300,0          | Albina Jomich · Rusia · 130,0 + 160,0 = 290,0        | Olha Korobka · Ucrania · 125,0 + 152,5 = 277,5         |

1. 1 2 3  Arrancada (kg) + dos tiempos (kg) = total olímpico (kg).

## Medallero
| Núm. | País            | Oro | Plata | Bronce | Total |
| ---- | --------------- | --- | ----- | ------ | ----- |
| 1    | China           | 6   | 3     | 2      | 11    |
| 2    | Irán            | 2   | 0     | 0      | 2     |
| 3    | Turquía         | 1   | 2     | 5      | 8     |
| 4    | Bulgaria        | 1   | 2     | 0      | 3     |
| 5    | Tailandia       | 1   | 1     | 1      | 3     |
| 6    | Rumania         | 1   | 1     | 0      | 2     |
| 7    | Ucrania         | 1   | 0     | 1      | 2     |
| 8    | Egipto          | 1   | 0     | 0      | 1     |
| 8    | Catar           | 1   | 0     | 0      | 1     |
| 10   | Rusia           | 0   | 2     | 1      | 3     |
| 11   | Corea del Norte | 0   | 1     | 0      | 1     |
| 11   | Corea del Sur   | 0   | 1     | 0      | 1     |
| 11   | Colombia        | 0   | 1     | 0      | 1     |
| 11   | Indonesia       | 0   | 1     | 0      | 1     |
| 15   | Australia       | 0   | 0     | 1      | 1     |
| 15   | Azerbaiyán      | 0   | 0     | 1      | 1     |
| 15   | Bielorrusia     | 0   | 0     | 1      | 1     |
| 15   | Letonia         | 0   | 0     | 1      | 1     |
| 15   | Moldavia        | 0   | 0     | 1      | 1     |
|      | TOTAL           | 15  | 15    | 15     | 45    |